# Star Wars: The Clone Wars
Star Wars: The Clone Wars er en amerikansk computer-animeret film fra 2008, instrueret af Dave Filoni, skrevet af Henry Gilroy og produceret af Lucasfilm Ltd.. Filmen var beregnet til at fungere som en introduktion til en tv-serie af samme titel som blev udgivet 3. Oktober, 2008, som også er fastsatsat i nogenlunde samme historiske tidsrum som den tidligere serie fra 2003. Begge titler dækker over tre udgivelser. Kronologisk er de placeret mellem Star Wars Episode II: Klonernes angreb og Star Wars Episode III: Sith-fyrsternes hævn. De dækker Anakin Skywalkers udnævnelse til Jedi-ridder og hvordan separatisternes droider kæmpede mod Republikkens kloner. George Lucas har lagt vægt på at man ser forholdet mellem Anakin og Obi-Wan Kenobi vokse, så man bedre kan se tabet af deres venskab i Star Wars Episode III: Sith-fyrsternes Hævn, da de kæmper på Mustafar – en vulkanaktiv planet. En hel ny person Ahsoka Tano, Anakins padawan, bliver introduceret i filmen. 
Filmen havde premiere den 10. august 2008 på Grauman's Egyptian Theatre og blev udgivet i biografer den 14. august 2008 i hele Australien, og den 15. august i USA, Canada og Storbritannien gennem Warner Bros. Det er første den Star Wars-biograffilm, der er instrueret af en anden end George Lucas siden Richard Marquand i Star Wars Episode VI: Jediridderen vender tilbage. Det er også den eneste Star Wars-biograffilm uden filmmusik af John Williams. Kevin Kiner sammensatte helt ny musik i stedet, hvorimod Williams genbrugte den oprindelige musik.

## Medvirkende
| Skuespiller         | Danske stemmer     | Rolle            |
| ------------------- | ------------------ | ---------------- |
| Matt Lanter         | Sebastian Jessen   | Anakin Skywalker |
| James Arnold Taylor | Lars Lippert       | Obi-Wan Kenobi   |
| Samuel L. Jackson   | Jens Jacob Tychsen | Mace Windu       |
| Anthony Daniels     | Peter Zhelder      | C-3PO            |
| Catherine Taber     | Amalie Dollerup    | Padme Amidala    |
| Nika Futterman      | Puk Scharbau       | Asajj Ventress   |
| Ashley Eckstein     | Özlem Saglanmak    | Ahsoka Tano      |
| Tom Kane            | Lars Thiesgaard    | Yoda             |
| Ian Abercrombie     | Paul Hüttel        | Palpatine        |
| Matthew Wood        | Lars Thiesgaard    | General Grievous |
| Christopher Lee     | Niels Weyde        | Count Dooku      |

## Tegnefilm
Tegnefilm (2003)
Star Wars Clone Wars startede d. 7. november 2003 i USA med første sæson på ti episoder.

## Tv-serie (2008)
En CGI-animeret tv-serie i foreløbigt to sæsoner. Første sæson startede d. 3. oktober 2008 i USA og er på 22 afsnit af 15 minutter. Anden sæson startede d. 2. oktober 2009 i USA. Den nye serie vil være større og mere omfattende end den fra 2004, og man vil se mere til de forskellige personer: Asajj Ventress, grev Dookus lærling, general Grievous, general for Separatisternes styrker, og Ahsoka Tano, Anakins padawan, der blev sendt af mester Yoda.

## Udgivelse
Star Wars: The Clone Wars er den syvende Star Wars-episode, der blev frigivet i biografer i Nordamerika (den ottende film i Europa eftersom Caravan of Courage: An Ewok Adventure havde en filmisk frigivelse der i 1984) og er den første animerede biograffilm i Star Wars-franchiset, og første til at blive distribueret af Warner Bros. stedet for 20th Century Fox. 

### Modtagelse
Filmen er kendt for at være stærk kritiseret. Entertainment Weekly udnævnte Star Wars: The Clone Wars til en af de fem værste film i 2008.

## Eksterne Henvisninger
- Star Wars: The Clone Wars på Internet Movie Database (engelsk)
- Star Wars: The Clone Wars på Filmdatabasen
- Star Wars: The Clone Wars på Scope
- Star Wars: The Clone Wars i Svensk Filmdatabas (svensk)
- Star Wars: The Clone Wars på AlloCiné (fransk)
- Star Wars: The Clone Wars på MovieMeter (nederlandsk)
- Star Wars: The Clone Wars på AllMovie (engelsk)
- Star Wars: The Clone Wars hos American Film Institute (engelsk)
- Star Wars: The Clone Wars hos Behind The Voice Actors (engelsk)
- Star Wars: The Clone Wars hos British Film Institute (engelsk)